# 臺北歷史年表
此為台北歷史的大事年表。
| 西元     | 紀元年號   | 事件內容                                                     | 備註                                                                         |
| -------- | ---------- | ------------------------------------------------------------ | ---------------------------------------------------------------------------- |
| 前5000年 | -          | 先陶文化                                                     | 圓山遺址                                                                     |
| 前2700年 | -          | 大坌坑文化                                                   | 圓山遺址，B.C.5000年-B.C.2700年                                              |
| 前1000年 | -          | 芝山岩文化                                                   | 圓山遺址，芝山岩遺址，B.C.1600年-B.C.1000年                                  |
| 前500年  | -          | 圓山文化                                                     | 圓山遺址，芝山岩遺址，關渡B.C.2800-500年                                     |
| 200年    | -          | 植物園文化                                                   | 植物園遺址，圓山遺址，芝山岩遺址，B.C.1000-200年                             |
| 1000年   | -          | 十三行文化                                                   | 圓山遺址，芝山岩遺址，十三行遺址，新遺址                                     |
| 1600年   | -          | 平埔族文化                                                   | 史載已有平埔族凱達格蘭族活動紀錄                                             |
| 1624年   | -          | 荷蘭佔領台灣南部                                             | 以台灣台南為主                                                               |
| 1626年   | -          | 西班牙佔領基隆                                               | -                                                                            |
| 1632年   | -          | 西班牙傳教於台北凱達格蘭族北投等社                           | -                                                                            |
| 1643年   | -          | 荷蘭取得西班牙的台灣北部領地                                 | -                                                                            |
| 1654年   | -          | 荷蘭人繪製《大臺北地圖》                                     | 首度出現台北市地圖                                                           |
| 1661年   | 明永曆15年 | 鄭成功佔領台灣                                               | 以台灣南部為主的鄭氏王朝開始                                                 |
| 1662年   | 永曆16年   | 鄭成功去世                                                   | 鄭經即位                                                                     |
| 1681年   | 永曆35年   | 鄭經去世                                                     | 鄭克塽即位                                                                   |
| 1683年   | 清康熙22年 | 鄭克塽降清                                                   | 征台清將施琅被冊封靖海侯                                                     |
| 1694年   | 康熙36年   | 清郁永河到台北採硫磺                                         | 與北投，麻少翁社（今士林）等平埔族23社交易                                   |
| 1709年   | 康熙48年   | 泉州人陳賴章墾號開墾大佳臘地方                               | 今萬華，大龍峒，大稻埕，松山                                                 |
| 1712年   | 康熙51年   | 賴科於關渡設廟                                               | -                                                                            |
| 1714年   | 康熙53年   | 皇輿全覽圖完成                                               | 清代地圖首度出現台北市                                                       |
| 1724年   | 雍正2年    | 新竹墾民開墾台北景美                                         | -                                                                            |
| 1729年   | 雍正7年    | 粵人廖簡岳開墾公館一帶與平埔族衝突                           | 簡岳數百人全數陣亡，清下連坐禁令不准漢人越界                                 |
| 1731年   | 雍正9年    | 台北縣八里設巡檢範圍達台北市                                 | 台北南港與北投                                                               |
| 1740年   | 乾隆5年    | 郭錫瑠開墾台北                                               | 漳州人首度大量移民台北，今中崙松山                                           |
| 1741年   | 乾隆6年    | 何士蘭開墾台北士林                                           | 八芝蘭地區                                                                   |
| 1742年   | 乾隆7年    | 泉州人周黃清開闢台北市木柵區                                 | -                                                                            |
| 1743年   | 乾隆8年    | 泉州人張啟祥開墾木柵                                         | -                                                                            |
| 1744年   | 乾隆9年    | 泉州人高培全開墾木柵                                         | -                                                                            |
| 1746年   | 乾隆11年   | 清朝開放中國移民攜眷來台的禁令                               | 官員仍禁止攜眷                                                               |
| 1747年   | 乾隆12年   | 開放攜眷來台禁令，補附條件                                   | 攜眷來台需在一年內實行                                                       |
| 1752年   | 乾隆17年   | 漳州七縣移民於建芝山巖惠濟宮                                 | 台北士林                                                                     |
| 1754年   | 乾隆19年   | 開放攜眷來台禁令，補附條件                                   | 攜眷來台需在一年內實行                                                       |
| 1759年   | 乾隆24年   | 淡水都司移至台北艋舺                                         | 仍稱淡水廳，台北市首度設立之行政中心                                         |
| 1766年   | 乾隆31年   | 清朝設理番同知                                               | 台北平埔族歸北路管轄                                                         |
| 1776年   | 乾隆41年   | 清廷廢止官員不得攜眷來台的禁令                               | -                                                                            |
| 1787年   | 乾隆52年   | 林爽文民變，波及松山，艋舺，內湖                             | 領袖為林小文                                                                 |
| 1802年   | 嘉慶7年    | 泉州同安首開大龍峒                                           | 44家店舖，俗稱四四崁                                                         |
| 1805年   | 嘉慶10年   | 大龍峒保安宮落成                                             | 泉州同安信仰中心                                                             |
| 1808年   | 嘉慶13年   | 居民開墾錫口通水返腳道路                                     | 今松山往汐止                                                                 |
| 1808年   | 嘉慶13年   | 設於台北艋舺的都司改艋舺縣丞                                 | 今萬華，官方文書首度出現艋舺                                                 |
| 1819年   | 嘉慶24年   | 台北艋舺設營署                                               | -                                                                            |
| 1824年   | 道光4年    | 台北艋舺設參將                                               | 台北成為台灣北部軍事與政經中心                                               |
| 1824年   | 道光5年    | 台灣班兵常設於台北營                                         | 設於艋舺，台北一詞首度出現於文書                                             |
| 1825年   | 道光5年    | 設軍工廠於艋舺                                               | 兼辦樟腦                                                                     |
| 1825年   | 道光5年    | 艋舺營署升格為參將署                                         | -                                                                            |
| 1831年   | 道光11年   | 移八里官倉至艋舺                                             | -                                                                            |
| 1833年   | 道光13年   | 禁採北投硫磺                                                 | -                                                                            |
| 1841年   | 道光21年   | 芝山岩文昌宮設義塾                                           | 台北士林                                                                     |
| 1846年   | 道光26年   | 台北地區漳泉械鬥                                             | 八芝蘭與艋舺                                                                 |
| 1853年   | 咸豐3年    | 漳泉等四縣籍頂下郊拼                                         | 艋舺祖師廟燬，同安人敗走大稻埕                                               |
| 1859年   | 咸豐9年    | 英國要求艋舺亦設通商碼頭                                     | 於艋舺設海關                                                                 |
| 1859年   | 咸豐9年    | 漳泉械鬥                                                     | 漳州所居舊士林全燬                                                           |
| 1875年   | 光緒元年   | 清朝批准台北建立一府三縣                                     | 沈葆禎奏                                                                     |
| 1879年   | 光緒4年    | 臺北城開始籌款興建                                           | 陳星聚                                                                       |
| 1882年   | 光緒7年    | 臺北城正式動工                                               | 台灣道劉璈與台北知府陳星聚興建                                               |
| 1884年   | 光緒9年    | 中法戰爭爆發，一度危及台北                                   | 攻擊至暖暖                                                                   |
| 1884年   | 光緒9年    | 臺北府城完工                                                 | 面積一點多平方公里，大稻埕與艋舺中間                                         |
| 1887年   | 光緒12年   | 設鐵路總局於台北                                             | 北門附近                                                                     |
| 1888年   | 光緒13年   | 在台北試行電燈與郵政                                         | 城內                                                                         |
| 1894年   | 光緒19年   | 巡撫邵友濂奏請正式將台南府遷至台北                           | 實際上行政中心已移                                                           |
| 1895年   | 光緒20年   | 台灣民主國成立                                               | 維持數天                                                                     |
| 1895年   | 明治28年   | 台灣日治時期開始                                             | 台灣總督府仍設臺北                                                           |
| 1899年   | 明治32年   | 台灣總督府醫學校於台北成立                                   | 今台灣大學醫學院前身                                                         |
| 1900年   | 明治33年   | 台灣總督府拆除臺北城牆                                       | 只留四座城門                                                                 |
| 1900年   | 明治33年   | 大稻埕成立台北天然足會                                       | 黃玉階                                                                       |
| 1904年   | 明治37年   | 臺北成為全台灣人口最多城市                                   | 不含中國人，達八萬人                                                         |
| 1910年   | 明治43年   | 臺北開始通行公共汽車                                         | 台北－圓山                                                                   |
| 1914年   | 大正3年    | 台灣同化會成立於台北                                         | 隔年解散                                                                     |
| 1928年   | 昭和3年    | 台北帝國大學成立                                             | 今國立台灣大學                                                               |
| 1935年   | 昭和10年   | 舉行始政四十周年記念臺灣博覽會                               |                                                                              |
| 1935年   | 昭和10年   | 臺北出現第一座紅綠燈                                         | 榮町通                                                                       |
| 1945年   | 昭和20年   | 盟軍加強空襲台北                                             | 台北大空襲                                                                   |
| 1945年   | 民國34年   | 二戰結束                                                     | 台灣進入國民政府時期                                                         |
| 1947年   | 民國36年   | 二二八事件                                                   | 起火線於台北大稻埕                                                           |
| 1949年   | 民國38年   | 台北發生四六事件                                             | 台大、師大                                                                   |
| 1951年   | 民國40年   | 吳三連獲選為台北市長                                         | 台南人成為第一位民選台北市長                                                 |
| 1956年   | 民國45年   | 雙十節舉行國慶閱兵                                           | 是歷年中華民國國慶在台北舉行閱兵中參與校閱之三軍人數、車輛及飛機數最多的一次 |
| 1957年   | 民國46年   | 臺北發生劉自然事件                                           | 美國駐台北大使館遭搗毀                                                       |
| 1961年   | 民國50年   | 瑠公圳分屍案                                                 | -                                                                            |
| 1967年   | 民國56年   | 台北升格為直轄市                                             | -                                                                            |
| 1982年   | 民國71年   | 李師科搶劫土地銀行古亭分行                                   | 台灣第一宗銀行搶案                                                           |
| 1987年   | 民國76年   | 台灣解嚴                                                     | -                                                                            |
| 1988年   | 民國77年   | 台北發生農民與警察衝突                                       | 總統為李登輝                                                                 |
| 1990年   | 民國79年   | 野百合學運                                                   | -                                                                            |
| 1994年   | 民國83年   | 台北市政黨輪替                                               | 陳水扁當選改制後首屆民選台北市長                                             |
| 1996年   | 民國85年   | 台北第一條捷運開通                                           | 台北捷運木柵線                                                               |
| 1997年   | 民國86年   | 白曉燕命案                                                   | 台北治安危機                                                                 |
| 1998年   | 民國87年   | 國際地方政府聯合會「世界首都論壇」於台北市召開               | 由台北市政府主辦、市長陳水扁主持、總統李登輝接見                             |
| 1999年   | 民國88年   | 九二一大地震                                                 | 台北東星大樓倒塌，全國死亡人數最多的單一建築                                 |
| 2000年   | 民國89年   | 中華民國中央政府政黨輪替                                     | 陳水扁當選總統                                                               |
| 2001年   | 民國90年   | 納莉颱風                                                     | 台北車站與捷運淹水                                                           |
| 2003年   | 民國92年   | SARS疫情                                                     | 台北市立和平醫院封院                                                         |
| 2004年   | 民國93年   | 3月20至4月20藍營集結府前抗議                                 | 三一九槍擊案、總統大選國民黨敗選                                             |
| 2004年   | 民國93年   | 台北101正式落成啟用                                          | 落成時為世界第一高樓，目前是第二高樓                                         |
| 2008年   | 民國97年   | 中國海協會會長陳雲林來台與江丙坤在圓山飯店舉行第一次江陳會談 | 場外爆發嚴重警民衝突                                                         |
| 2009年   | 民國98年   | 主辦聽障奧運                                                 |                                                                              |
| 2010年   | 民國99年   | 主辦國際花卉博覽會                                           | 展期至2011年4月                                                              |